# 奈良県道277号大和高田広陵線
奈良県道277号大和高田広陵線（ならけんどう277ごう やまとたかだこうりょうせん）は、奈良県大和高田市から北葛城郡広陵町に至る一般県道である。

## 概要
大和高田市田井新町から北葛城郡広陵町大字百済に至る。葛城川に沿う県道。
大和高田市から広陵町境付近までは、葛城川を間に挟んで南北の車線が分離している。2010年（平成22年）4月16日、中和幹線の開通に伴って経路が変更され、大和高田市大字松塚（松塚橋）・北葛城郡広陵町大字南郷（わかば橋）間で南行車線（葛城川右岸）を拡幅した上で北行車線と統合し、対面通行となった。なお、大和高田市内の一部（近鉄大阪線を越える箇所）で未開通である。

### 路線データ
- 起点：大和高田市田井新町（奈良県道116号大和高田御所線上、奈良県道274号明日香大和郡山自転車道線交点）
- 終点：北葛城郡広陵町大字百済
- 不通区間：大和高田市曙町 - 大和高田市大字松塚

## 路線状況

### 重複区間
- 奈良県道116号大和高田御所線（大和高田市田井新町（起点） - 大和高田市今里町・今里交差点）
- 国道165号（大和高田市今里町・今里交差点 - 大和高田市今里町・葛城川橋西詰交差点）
- 奈良県道274号明日香大和郡山自転車道線（大和高田市今里町・葛城川橋西詰交差点 - 大和高田市曙町）
- 奈良県道274号明日香大和郡山自転車道線（大和高田市大字松塚 - 大和高田市土庫3丁目）
- 中和幹線（大和高田市土庫3丁目 - 大和高田市大字松塚）
- 奈良県道274号明日香大和郡山自転車道線[注釈 1]（大和高田市大字土庫 - 北葛城郡広陵町大字百済（終点））

### 道路施設

#### 橋梁
- わかば橋[注釈 1]（葛城川、大和高田市）

## 地理

### 通過する自治体
- 奈良県
  - 大和高田市 - 北葛城郡広陵町

### 交差する道路
| 交差する道路 | 市町村名   | 市町村名   | 交差する場所 | 交差する場所       |
| --- | ---------- | ---------- | ------------ | ------------------ |
| 奈良県道116号大和高田御所線 重複区間起点 奈良県道274号明日香大和郡山自転車道線                                              | 大和高田市 | 大和高田市 | 田井新町     | 起点               |
| 国道165号 重複区間起点 国道166号 国道168号 重複 大阪府道・奈良県道12号堺大和高田線 奈良県道116号大和高田御所線 重複区間終点 | 大和高田市 | 大和高田市 | 今里町       | 今里交差点         |
| 国道165号 重複区間終点 奈良県道274号明日香大和郡山自転車道線 重複区間起点                                                   | 大和高田市 | 大和高田市 | 今里町       | 葛城川橋西詰交差点 |
| 奈良県道274号明日香大和郡山自転車道線 重複区間終点                                                                          | 大和高田市 | 大和高田市 | 曙町         |                    |
| 未開通区間 |            |            |              |                    |
| 奈良県道50号大和高田桜井線 奈良県道274号明日香大和郡山自転車道線 重複区間起点                                               | 大和高田市 | 大和高田市 | 大字松塚     |                    |
| 奈良県道274号明日香大和郡山自転車道線 重複区間終点 中和幹線 重複区間起点                                                    | 大和高田市 | 大和高田市 | 土庫3丁目    |                    |
| 奈良県道50号大和高田桜井線 中和幹線 重複区間終点                                                                            | 大和高田市 | 大和高田市 | 大字松塚     |                    |
| 奈良県道274号明日香大和郡山自転車道線 重複区間起点                                                                          | 大和高田市 | 大和高田市 | 大字土庫     |                    |
| 奈良県道112号田原本広陵線 奈良県道274号明日香大和郡山自転車道線 重複区間終点                                                | 北葛城郡   | 広陵町     | 大字百済     | 終点               |

### 交差する鉄道
- 桜井線
- 近鉄大阪線

### 沿線
- 葛城川
- 大和高田市立高田商業高等学校
- 大和高田市立土庫小学校